# 伊藤達哉
伊藤達哉（1997年6月26日—），日本足球運動員，日本國家足球隊成員，司職前鋒，現效力日本甲組職業足球聯賽球會川崎前鋒。

## 俱樂部生涯
伊藤达哉出生于东京都台东区。2007年，在一家小俱乐部培训后，10岁的伊藤达哉加入了柏雷素尔U-12梯队效力长达8年的时间。
伊藤达哉于2014年4月跟随柏雷素尔U-18出战了于阿联酋举办的阿尔艾因青年邀请赛，在对阵汉堡的比赛中，伊藤达哉表现出色，被评为当场最佳球员。整届赛事下来，柏雷素尔U-18获得第二名，他则荣膺赛事MVP。
借助于此，伊藤达哉很快得到了欧洲球队的关注，包括曼城、国际米兰和汉堡在内，都向他表示关注。
2015年7月，在得到高中的特别批准后伊藤达哉与汉堡签约3年，柏雷素尔收到了一笔培养费。
三个月前，本赛季在汉堡二队出战7场的他得到了一线队主帅吉斯多尔上升一队的机会。第5轮主场对多特蒙德，身披汉堡43号球衣的伊藤首次进入18人名单，但没有出场。第6轮客场对勒沃库森，伊藤第82分钟替下哈恩，上演了德甲处子秀，成为德甲史上第30位日本球员，也成为了德甲史上身高最少球员。
一周后汉堡主场与云达不来梅的“北方德比”。首发出战53分钟，27次触球，1次关键传球，4次被侵犯，17次传球，传球成功率82.4%。
德国《队报》透露效力汉堡的日本中场伊藤达哉将以150万欧元转会，转投另一支比甲球队圣图尔登。
德丙馬德堡官方宣布，比甲圣图尔登的伊藤达哉租借加盟。
德乙第14轮，马德堡主场1-1绝平海登海姆。日本前锋伊藤达哉在比赛第46分钟替补登场，伤停补时阶段打入一球，帮助球队扳平比分，同时这也是本赛季伊藤达哉打进的首粒进球。

## 國家隊生涯
伊藤达哉第一次进入日本国家队，将对阵智利和哥斯达黎加。 
日本足协今日公布，遠藤溪太和松本泰志顶替受伤的神谷优太和伊藤达哉，代表日本U-21国家队参加第46届土伦杯的比赛。

## 外部連結
- 伊藤達哉的X（前Twitter）
- Soccerway資料庫：伊藤達哉